# 銀河鉄道物語の登場人物
この項目では、『銀河鉄道物語』シリーズの登場人物について記述する。

## 空間鉄道警備隊
なおSDFとSPGにおける、キャラクター以外の説明については「SDFとSPG」を参照。

### SDF各小隊

#### シリウス小隊
物語の中心となる小隊で、SDFの象徴的な存在。専用車輌は（車輌番号）001『ビッグワン』。1度は大破してしまったが、全面改装した新ビッグワンとなった。
有紀 学（ゆうき まなぶ）
声 - 矢薙直樹 （幼少時 - 升望）
本作の主人公。惑星タビト出身。SDFシリウス小隊の隊長であった父とSPGに抜擢された兄に大きく影響を受けて育ち、銀河鉄道への想いは人一倍強い。身体能力が高く、「発展途上のエース」と評されるが、納得がいかない事は相手が誰であっても反発する為、問題視されている。正義感が強い熱血漢だが、やや根性論が目立つ感情優先タイプ。恋愛にはとことん疎いが、同期のルイのことが気になっている。腰には、父の形見でもある一世代前のSDF正式採用銃「FW308」（故障している為撃てない）を提げている。後に戦闘パートを担当する。常に腕まくりをしている。
シュワンヘルト・バルジ
声 - 大塚明夫
シリウス小隊隊長。学の父で先代隊長の渉が殉職し、後任となる。シリウス小隊の隊長を10年近く務める。冷静な判断力と優秀な頭脳、行動力に優れた頼れる指揮官で、小隊内のみならずSDFの多くの隊員、上官から絶大な信頼を集めている。学の父親代わりのように彼の成長を見守る。真面目だがノリも良く、シリウス小隊の文字通り「要」である。
ルイ・フォート・ドレイク
声 - 真田アサミ
本作のヒロイン。学と同期の新人隊員。シリウス小隊通信レーダーパート担当。頭脳明晰で、訓練学校を首席で卒業。更に運動万能で、何でもそつなくこなす優等生タイプ。可憐な外見とは裏腹に、気分屋で図太い神経を持つ。実はクラリオス星団共和国大統領の令嬢であり、幼い頃から何不自由ない生活をするとともに、制限の多い環境で育つ。父親に反発して出奔し、成り行きに近い形でSDFに入るが、職業意識は高く仕事に誇りを持っている。同期の学を何かと気にかけており、後に恋仲となる。
デイビッド・ヤング
声 - 緑川光
シリウス小隊運行管理兼メカニックパート担当。気配りの出来るお調子者で、シリウス小隊のムードメーカー。コイントスと賭け事が大好きで、よく仲間に持ち掛けている。マニュアル操作のビッグワンでミサイルを回避したり小惑星群の中を駆け抜けたりと、操縦テクニックも超一流である。学にとって兄貴分のような存在。
ユキ
声 - 鈴木菜穂子
シリウス小隊専属の医療用セクサロイド。救護パート担当、オペレーターも兼任。とある人物の容姿と記憶を元に制作されたため、学に対しては他とは異なる感情を抱いている。
腰まで伸びた金髪と切れ長の目といったメーテルのような容貌から、『銀河鉄道999』との競演作品となるＯＶＡ『忘れられた時の惑星』では、星野鉄郎からメーテルと間違われる描写があった。
松本の別作品『セクサロイド』によれば、セクサロイドとは人間が性愛用途に開発したアンドロイド（人造人間）のことである。
キリアン・ブラック
声 - 石田彰 （幼少時 - 木村はるか）
幹部候補生の新入隊員。シリウス小隊には研修として入隊。美男子でハッキングや解析能力に長けており、訓練校時代に管理局本部のサブコンピューターにハッキングして停学処分になった事もある。軟派で軽薄な性格をしており、指導担当の学とよく衝突していたが、周囲からは似たもの同士と認識されている。また、豊富な知識を持つ故のプライドが高く、それが元で失敗も犯している。物語後半では研修が終了し、銀河鉄道管理局本部で藤堂の副官となるが、シリウス小隊員に情報収集や様々な雑用を依頼される事がある。生い立ちについてはOVAで描かれており、『銀河鉄道999』の車掌が彼の養父。終盤でオーバー・ザ・レインボー計画の詳細を暴いた事で特務情報部から命を狙われて重傷を負うも回復し、愛と共に試作型次元掘進機を完成させた。最終話エンディングでは、藤堂と共に管理局上層部を告発していた。公式HPによれば鉄分が濃いと言われる程の鉄道マニアで、銀河鉄道の全ての車両の形式や製造年代を暗記している。また、整理整頓が全く出来ず、部屋はいつも散らかり放題となっている。
有紀 渉（ゆうき わたる）
声 - 井上和彦
学の父。前任のシリウス小隊隊長であり、学と護の眼前で銀河鉄道の列車を守るために別宇宙（アルフォート軍）の戦艦に特攻し、宇宙に散る。子供思いの優しい父親でもある。後に別次元の宇宙で、“悪魔の機械”を操る者として恐れられていることが判明した。
オーウェン
声 - 石田彰
学の前のブルースのパートナー。ロックギターが趣味。「死神ブルース」のジンクスを吹き飛ばしてやると公言し、頑なだったブルースの心を開かせるが、結局は彼を守って殉職してしまう。
ブルース・J・スピード
声 - 子安武人
シリウス小隊戦闘パート担当。元傭兵。過去彼と組んだ人間が3人とも殉職していることから「死神ブルース」と影で囁かれ、彼本人もそのジンクスについて本気にしている節がある。学の教育係としてパートナー関係を結ぶが、現実主義者のブルースと理想主義者の学とはまさに水と油で事あるごとに対立していた。しかしそれは、過去にパートナーを失ってしまった故のブルースの不器用な表現である。ハーモニカを持ち歩き、一人演奏している。いちごジュースをこよなく愛し、飲むたびに「甘い、甘すぎるぞ」と呟く。ルイの治療のために、学と共に血液や医療器具を受け取りに出かけるが、イワノフが撃った跳弾の治療のため帰路が単独行となる。この時、背後から何者かに狙撃されて、戦闘以外で死亡する（TV第1シリーズ）。
チャーリー、ドリス
声 - 伊丸岡篤、折戸マリ
車両搭載戦闘機スペースイーグルのパイロット。チャーリーは惑星ファートムでの戦闘で撃墜され戦死。ドリスはその後の機械惑星戦でも生き残る。

#### スピカ小隊
情報収集、情報処理、電子戦を得意とする、女性隊員のみで編成された部隊。専用車輌は034『フレイムスワロー』。部隊名はおとめ座アルファ「スピカ」から。
ジュリア・F・レインハート
声 - 氷青（当初は横手久美子名義）
スピカ小隊隊長。高い情報収集能力と任務遂行能力を持つ。バルジや村瀬と親交が深い。特に村瀬とは同じアクルクス小隊に居たこともあってか、ただならぬ関係である。趣味はフラメンコ。
パーシィ・シェリー
声 - よのひかり
スピカ小隊運行管理担当。安定した運行技術でフレイムスワローを操縦する。メカニックとしても優秀で、特にクラシックカーに目がない。公式HPのキャラ紹介によれば短気な一面があり、「売られた喧嘩は2倍にして買う」と公言する「影のトラブルメーカー（マギー談）」とのこと。
マギー・レッドフォード
声 - 三ツ木勇気
スピカ小隊戦闘パート担当。戦闘機の操縦技術に優れ、訓練校時代に「ノービスエース」の称号を授けられている。卒業後は航空部隊に配属され、その後にスピカ小隊に転属される。性格は大雑把でスタンドプレーに陥りやすく、勢いで物事を片付けようとする傾向がある。公式HPのキャラ紹介によれば、料理の腕前は最悪とされる。
末浦 愛
声 - あかいとまと
スピカ小隊通信レーダーパート担当。ジュリアの次に出番の多い隊員で、ヘアバンドと眼鏡を着用している。有紀学に惚れているようで度々モーションをかけている。スピカ小隊のムードメーカー的存在で、持ち前の気配りの良さでジュリアを的確にサポートする。TV2の終盤ではキリアンと共に試作型次元掘進機のオペレートを行い、SDFを別次元の宇宙へ導いた。

#### ベガ小隊
「宇宙一の猛者」を名乗る、SDFきっての武闘派小隊。専用車輌は042『アイアンベルガー』。アルフォート星団帝国との決戦で全員戦死した。
村瀬 龍作（むらせ りゅうさく）
声 - 千々和竜策
ベガ小隊隊長。全身に無数の傷跡があり、猪突猛進のゴリ押しタイプに見られがちだが、それだけで数多の宇宙海賊に打ち勝てるわけも無く、自制心を持って機を見るに敏な歴戦の猛者である。品行に欠け、がさつな面もあるが大の猫好き。実家は旅館。ジュリアとは浅からぬ仲である。
エドウィン・シルバー
声 - 羽多野渉
眼帯がトレードマークの隊員。戦闘パート担当。射撃の腕に優れており、アイアンベルガー搭載の巨砲「素粒子砲」のトリガーを任されている。腕相撲はブルースと互角。勝負の時は土台となった机が壊れ、決着付かず。休暇の時にはルイと仲良くなろうとテニスや卓球に誘ったが、全力で断られて玉砕。宴会の酌役にまわっていた。
ホセ・アントニオ・バルディビア
声 - 伊丸岡篤
運行管理パート担当。温泉好きで、特に露天風呂には異常な程の執着心を持つ。いつも頭にバンダナを巻いている。
モーリッツ・シュナイダー
声 - 上田陽司
通信レーダーパート担当。学や愛と共に、SPGの訓練に参加したことがある。感情が高ぶると壁を殴る癖がある。

#### ケフェウス小隊
TV第2シリーズ『永遠への分岐点』第3話から登場する小隊。アルフォート軍との戦いで全滅したベガ小隊の後継として編成された。隊員は皆エリートのためか、任務中はとても無機質で機械的な反応やしゃべり方をする。マニュアルに沿った行動理念を重んじることから「規律のケフェウス」と呼ばれている。専用車両は002『飛龍』。
ガイ・ローレンス
声 - 宮林康
ケフェウス小隊隊長。シリウス小隊隊長のバルジと同期で友人。非番の際は一緒にシミュレーションルームで訓練をすることも。若い頃はシリウス小隊に配属されていたが、有紀渉が殉職する前にテクノロジア大隊に配転。有紀渉の最期に立ち会えなかった。常に沈着冷静で、非情とも言えるほどの性格で、有紀隊長のマニュアル違反の行動を否定しており、以降バルジに対して反目してしまうこともあったが心の奥底では、隊長を止められなかったという後悔の念と、自分が強くあれば隊長を守れたはず、というに自責の念に苛まれている。その為、父親である渉を思い起こさせる学に冷徹な態度を取っていたこともある。意外なところで、訓練施設に迷い込んだ猫の為にペットフードを買ってくるという、ただ冷たいだけではない紳士的な一面も持つ。
ジャン・ピエール
声 - 西野真人
ケフェウス小隊・通信・情報分析・レーダーパート担当。キリアンといい勝負の美男子。実家は有名料理人の家系である。
キム・R・ナイトガイ
声 - 上田陽司
ケフェウス小隊・運行管理担当。ギャンブル好きで、待機時間によくデイビッドと勝負している。列車の操縦レベルは達人クラスで、アンドロメダ方面に新設された新型超特急列車の運転士に推挙されたこともある。
コーリー・レイシード
声 - 木村はるか
ケフェウス小隊・戦術・情報分析担当。SDFきってのクールビューティーで褐色の肌と銀色のショートヘアという美貌の持ち主。ベガ小隊のホセと恋仲であったらしい。特技は料理で、フライパンだけで一抱えもある骨付き肉や、巨大魚の兜焼きも軽々とこなす。

#### ミザール小隊
ドラマCD『最果ての天使アンジェラ』の主役小隊。辺境の惑星「サイボル」に固定配備されており、「ここに飛ばされたら、2度と浮かび上がらない」と言われている。歴代の隊長は、隊員であるシュミット三姉妹に3か月ともたずに叩き出されてきた。専用車両は098『シルバーベア』。
湧田 登（わきた のぼる）
声 - 辻谷耕史
ミザール小隊にやってきた新隊長。年齢は30代半ば。以前は別の小隊の隊長だったが、とある事情で上司を殴り倒した為にミザール小隊に飛ばされてきた。口下手で人付き合いは苦手だが、根は熱い。女性の扱いは学以上に下手である他、重度の地震嫌いである。
リィナ・シュミット
声 - 水戸部千希己
シュミット姉妹の長女で、ミザール小隊を事実上、私物化している。年齢は30代半ば。銃器類のエキスパートで、射撃の名手。歴代の隊長を三姉妹で追い出してきたが、それにはある理由があった。
アリス・シュミット
声 - 酒井香奈子
シュミット姉妹の次女で、通信担当。年齢は20代半ば。隊長としてやってきた湧田に興味がある模様。
ローラ・シュミット
声 - 伊瀬茉莉也
シュミット姉妹の三女で、レーダー担当。20歳。機械いじりが得意で、仕事をサボっては変な機械を作っている。
北 真二（きた しんじ）
声 - 浪川大輔
ミザール小隊・運行担当。年齢は20代半ば。シュミット姉妹に「パシリ」として散々こき使われており、頭髪がフワフワしている事から「綿菓子」と呼ばれている。趣味は家事とバードウォッチングで、小隊の良心的存在。

### SPG（空間装甲擲弾連隊）
SDFの中でも戦闘任務に特化された部隊。漆黒に塗装され、全車両にコスモカノンを装備した専用車輌666を駆る。アルフォート星団帝国との緒戦において、イワノフ管理官の無謀な命令により全滅。
バルトロメウ・エルゲラ
本編未登場。空間装甲擲弾連隊司令官。
フレデリック・ヨハンソン
声 - 堀内賢雄
SPG隊長。訓練学校では村瀬隊長の先輩で、学をSPGに引き抜こうとした事もある。学の兄でありSPGの優秀な隊員であった護を死なせてしまったことを後悔している。
有紀 護（ゆうき まもる）
声 - 緑川光
学の兄。SPGに配属されるも、その後殉職。その死に際については、後に学も深く関わることに。天真爛漫な弟に若干の劣等感を抱きつつも、それ以上に兄として深い愛情を注ぐ、典型的な長男タイプである。

### 銀河鉄道管理局
レイラ・ディスティニー・シュラ
声 - 麻上洋子
銀河鉄道を統括する銀河鉄道管理局総司令官。二重人格の謎の女性。「レイラ」は普段の人格で人や生物、惑星の運命を見通す力を持っているが、決して未来への介入は許されない。だが、ひとたび「シュラ」に変われば運命を変えようとする者には「修羅」のごとく、容赦なく立ち向かう。何故か有紀一族には一目置いているようだ。『999』漫画版エターナル編では、メーテルと親しく会話し、彼女から「代わりましょうか？」と労わられるなど、メーテルと何らかの関連があることがうかがわれた。 そのとき鉄郎は、「レイラとメーテル、エメラルダスは似ている」と評している。
南雲 相一郎
本編未登場。設定のみ。銀河鉄道管理局局長。
藤堂 平吾郎
声 - 窪田等（忘れられた時の惑星、永遠への分岐点では宮林康）
空間鉄道警備隊(SDF)司令官。銀河鉄道管理局司令。元SDFアクルクス小隊隊長で、ジュリア、村瀬の直属の上官であった。現場からの叩き上げで司令職を10年以上勤めるベテラン。
ブラッド、フランツ、ケイト、ミキ、サヤカ
声 - 大橋佳野人、増川洋一、谷井あすか、小池いずみ、皆見明希
管理局オペレーターの男女。

### 整備局
ホイットマン
声 - 青野武
整備局に勤める古参の整備士。学に整備士としての魂を叩き込んだ。旧式の機関車「825号」をこよなく愛する。持病の心臓病により殉職。惑星「ロザムンド」出身。
暁 太郎
声 - 星野充昭
SDF車両担当整備グループのリーダー。皆からは「おやっさん」と慕われる。任務によってはビッグワンに乗車し、現地での応急修理を行う。

### 特務情報部
近藤 広史
本編未登場。設定のみ。特務情報部部長。
イワノフ・レオニドヴィチ・ベリチュコフ
声 - 塩屋浩三
特務情報部管理官。独自の状況判断を行い、部下の意見をほとんど聞き入れずに一方的な命令を下す。反抗する者には「査問委員会」をチラつかせて脅したり、部下に対する言葉遣いも粗暴な為、反感を買うこともしばしば。サザーランド第4星系で任務中に遭難した際、有紀渉の事を愚弄し、バルジの怒りを買い殴られて気絶する。ディスティニーに戻るまで誰にも介抱されずに放置された事からも、人望の無さが感じ取れる。バルジに殴られた事を根に持って彼を査問委員会にかけ、シリウス小隊を解散状態に追い込んだ。アルフォート星団帝国との戦いでは、コスモマトリクス技術の情報を黙殺して戦力強化の妨害を行い、SDFとの共同作戦を行わずにSPG単独で迎撃に向かわせて全滅させるなど、戦闘指揮官としては甚だ無能であった。最後は錯乱状態になってSDFの作戦を妨害した為、身柄を拘束された。シリウス小隊のブルースの死因を作った元凶でもある。
フーバー
イワノフの後任である特務情報部管理官。鉄道管理局上層部と深い関係を持ち、偽ビッグワン事件でヘッケラー社を切り捨てて管理局との繋がりを示す証拠を隠滅するなど、冷徹に任務を遂行してきた。オーバー・ザ・レインボー計画の隠蔽に失敗し、更にSDF全小隊がシリウス小隊救出の為に別次元の宇宙に向かうのを阻止しようとするも、これも失敗に終わるなど、後半では小役人的な存在に成り下がっていた。

### SDFと関係のある人々
ハイデル・デマルーク
声 - 三宅健太
銀河鉄道管理局職員。特別列車「ディグニティ125号」に乗務している。
カタリナ・シェリル
声 - 田中敦子
銀河鉄道史上最大の惨事といわれた「プロキオン軌道変異事故」の唯一の生存者。惑星コルネリアで小さなレストランを営む女性。バルジの元恋人。今でもバルジのことを想い続けている。
村瀬
声 - 魚建
惑星ロブンテ・ロルドーで旅館を営む老人。ベガ小隊村瀬隊長の父。老いてなお矍鑠とした偉丈夫であり、人を見る目もある（息子の恋人と推測したジュリアを「ヤローにゃもったいねぇ」と評価した）。
村瀬 ちよ
声 - 斉藤貴美子
村瀬隊長の母で村瀬旅館の女将。ふくよかな体型の、優しそうな顔を持つ老女。かなりおっとりした性格で、行方不明となったトラの捜索準備で大騒ぎになっていたことに気付いていなかった。息子と結婚してくれそうなジュリアを気に入り、「女将姿が似合いそう」と評価した。
作中では名前が出ず、スタッフロールでも「村瀬母」となっているが、字幕では発言時に「ちよの声」となっているのでそれに準拠した。
フレル
声 - 植田佳奈
2期物語後半で登場した、別次元の宇宙からの漂流者。自意識を持つ機械と意思疎通ができる。重力の底から抜け出す際にビックワンと「話す」事でシリウス小隊の窮地を救った。
トラ、シロボタ
シロボタは村瀬隊長の愛猫。実家の村瀬旅館で飼っている。猫だが温泉好きで、頭に手ぬぐいを載せて温泉に入っている事がある。トラは村瀬旅館にやってきた旅行者の愛猫だったが、シロボタと夫婦になった事で共に飼われる。TV1の25話では、子猫達が産まれていた。
シロボタの名は、松本の別作品『トラジマのミーめ』に登場する同名の猫から。

## シリウス小隊の家族・知り合いなど
有紀 カンナ（ゆうき カンナ）
声 - 麻上洋子
惑星タビトでラーメン屋を営む学の母。老いてなお若々しく美しい、典型的な松本美女。夫や長男をSDFでの職務で失っており、それゆえ学のSDF入隊には断固反対の立場を取っていた。しかし、最終的には力強く学を送り出した気丈な女性である。
秀太郎（犬）
有紀家で飼われている犬。年齢は10歳を超えており人間で言えば結構な年齢である。
有紀 螢（ゆうき けい）
護や学の姉として、漫画版のみに登場。
温井 絹子（ぬくい きぬこ）
声 - よのひかり
ディスティニー駅前で売店を営む老女。学と同年代であった息子を事故で亡くしており、学の事を色々と気にかけてくる。
栢杜 ショウ（かやもり ショウ）
声 - 浦田優
銀河鉄道管理局に出入りする自販機のベンダー。ふとした出来事から学と出会って意気投合する。自称「歌って踊れるベンダー」。実は銀河鉄道各路線で発生した連続爆弾テロの犯人で、銀河鉄道そのものを憎んでいた。子供のころ、病気になった母を助けたい一身でヘビーメルダー行きの列車に無賃乗車を試みて失敗した過去があり、その時の経緯で瀕死の重傷を負った為に身体は機械化されている。右腕はレーザー砲になっている他、光学迷彩が装備されているなど何らかの軍事組織で訓練を受けていたと思われる。管理局本部に侵入して自爆しようとするも、学に捕縛された。TV1の25話では刑務所に収監されていた。
昴（すばる）
声 - 飛田展男
学の幼馴染。画家を目指して宇宙を旅する。何らかの事故に遭って右手を失っており、義手を着けている。生きる希望を失いつつあったが、学の働きかけによって立ち直った。
ファーレン・フォート・ドレイク大統領
声 - 佐々木功（ささきいさお）
クラリオス星団共和国大統領。ルイの父親。軍備縮小など平和的な政策を掲げて民衆の支持を得ているが、一部の人間から煙たがれており命を狙われることもある。
TV1の主題歌を担当したささきがゲスト出演した。
ドレイク大統領夫人
声 - 上田みゆき
ルイの母親。学とルイが付き合っているのかと思っていたようである。
声を担当した上田はささきの妻で、夫婦による競演となった。
アイリーン・サマー
声 - 斉藤梨絵
トレジャーハンターの女性。「イスペリルの青い炎」を狙っている。デイビットの元恋人で彼から100万エーブルを騙し取った過去を持つ。

## アルフォート星団帝国
別次元の宇宙から侵攻してきた星団国家。植物から進化した生命体で女性しか存在せず、死亡すると青白い炎を上げて燃え上がるという設定は『宇宙海賊キャプテンハーロック』におけるマゾーンと共通している。
リフル
声 - 沢城みゆき
別次元の宇宙空間「アルフォート宇宙」に住む植物型生命体の女性。優れた科学者。故郷の惑星イスタリオンはアルフォート宇宙を支配すると思われるアルフォート星団帝国の圧政を受けている。彼女はアルフォート軍に追われ、学たちの宇宙に逃れて来る。後のビックワンの主力兵装「コスモマトリクス砲」の基盤となったコスモマトリクスチップの開発者。
トゥリル
声 - 松本さち
リフルの姉。アルフォート星団帝国軍の旗艦に乗艦している軍人。人類を邪悪の民として教えられるも学たちの姿を見て、心を動かされていく。
フォレシス将軍
声 - 斉藤貴美子
アルフォート星団帝国軍の艦隊司令長官。「銀河鉄道路線網がアルフォート宇宙に干渉している」として銀河鉄道路線網壊滅を目論み侵攻してくる。次々に銀河鉄道の惑星ステーションや分岐点を破壊し、始発駅ディスティニーの開放を要求する。このアルフォート星団帝国軍の侵攻の理由は、続編のTV第2シリーズ『永遠への分岐点』でほぼ明らかになる。

## その他

### TVシリーズ登場キャラクター
キンデリック
声 - 野沢那智
惑星ハーガ・ルーに存在する古城カスファンテル城の騎士長。
大山 敬
声 - 安原義人
「コスモライト」なる物質を掘り当て巨万の富を経た資産家で、彼に寄ってくるのは金目当ての女性ばかりである。ユキに惚れてしまったが、それは叶わない恋だと知った。
ちなみにキャラ名は『わが青春のアルカディア』でのトチローの本名「大山敏郎」と、その声を演じた「富山敬」の名から取られており、キャラの雰囲気もトチローに似る。
レオン・アールナハト
声 - 島田敏
機械化人男性。第一級犯罪者。
ライザ・キング
声 - 荘真由美
機械化人女性。第一級犯罪者。レオンの共犯者。機械化人女性と表記されているが、劇中では苦しんでいたり生身の人間と同じダメージを受けていたりする。
サライ
声 - 加藤奈々絵
惑星ディオに昔から伝わる伝説の一つとされている、人の持つ嫌な思い出を盗んでくれる妖精。
草薙 イネ（くさなぎ イネ）
声 - 麻生美代子
惑星アーベントに住む老婆。広大な麦畑を一人で管理し、惑星開拓に出掛けた息子の帰りを待っている。
麻生は『銀河鉄道999』劇場版第1作でも、息子トチローの帰りを待つ母親役を演じている。
草薙 マコト（くさなぎ マコト）
声 - 塩屋翼
惑星開拓の仕事を担う青年。草薙イネの息子。風貌が学に似ている。
モルガーナ
声 - 遠藤綾
古城カスファンテル城の城主の女性。宇宙で一番美しいとされる宝石「イスペリルの青い炎」を首に提げている。
ティナ
声 - 小島幸子
サザーランド星系第4番惑星で看護師を務める女性。ヒッチハイクで暴漢に襲われかかった所をブルースに助けられる。
ジャック･ブルーム
『永遠の分岐点』第13話、第14話で登場。
SDF第一級指名手配犯で元傭兵、強盗･誘拐･列車襲撃などあらゆる犯罪を犯しており元傭兵だけあってその手際もいい。だが彼は元傭兵のプライドか依頼がなければ動かない。
第13話で新型戦闘車両（偽ビッグワン）を強奪し列車やSDF車両を次々と襲撃した。ビックワンのコスモマトリクス砲により列車諸共消滅。

### OVA登場キャラクター
OVA『忘れられた時の惑星』に登場したキャラクターたち。『銀河鉄道999』から鉄郎、メーテル、車掌がそれぞれ登場している。
星野 鉄郎
声 - 野沢雅子
劇場版に準じた容姿で登場。英雄視されている描写も劇場版第2作の描写を踏まえている。
メーテル
声 - 池田昌子
車掌
声 - 肝付兼太
キリアンの養父という設定で登場。
マシュー
声 - 大平透
モデスト・イシュト
声 - 安原義人
ローナン
声 - 加藤亮夫
リオナ
声 - 渡辺美佐
執行人A・B
声 - 宮林康、斉藤貴美子